# Hiatodoris fellowsi
Hiatodoris fellowsi is een slakkensoort uit de familie van de Discodorididae. De wetenschappelijke naam van de soort is voor het eerst geldig gepubliceerd in 1969 door Kay & Young.